# Turzyca torfowa
Turzyca torfowa (Carex heleonastes Ehrh. ex L.f.) – gatunek rośliny z rodziny ciborowatych (Cyperaceae). 

## Rozmieszczenie geograficzne
Występuje w strefie umiarkowanej półkuli północnej. W Polsce jest gatunkiem rzadkim; rośnie głównie w części północno-wschodniej.

## Morfologia
PokrójRoślina tworząca luźne kępki.
ŁodygaŁodyga szorstka, o wysokości 15–30 cm.
LiścieRynienkowate, sinozielone, długości łodygi, szerokości 1-1,5 mm.
KwiatyZebrane w kłosy do 5 mm długości, skupione po 2-5. Kwiaty szczytowe w kłosach słupkowe. Podsadek brak. Przysadki jajowate, tępe, jasnobrunatne, białe na brzegu, krótsze od pęcherzyków. Pęcherzyki długości 3 mm, szare, punktowane, płasko-wypukłe z dzióbkiem naciętym z przodu. Znamion 2.

## Biologia i ekologia
RozwójBylina, hemikryptofit. Kwitnie w maju i czerwcu.
SiedliskoRośnie na torfowiskach wysokich.
FitosocjologiaGatunek charakterystyczny związku Caricion lasiocarpae i zespołu Caricetum heleonastes.
GenetykaLiczba chromosomów 2n = 56.

## Zmienność
Gatunek zróżnicowany na dwa podgatunki:
- Carex heleonastes subsp. heleonastes - występuje w całym zasięgu gatunku
- Carex heleonastes subsp. neurochlaena (Holm) Böcher - rośnie na Alasce, w Jukonie i Terytoriach Północno-Zachodnich

## Zagrożenia i ochrona
Gatunek umieszczony na Czerwonej liście roślin i grzybów Polski (2006) w kategorii zagrożenia V (narażony). W wydaniu z 2016 roku otrzymał kategorię RE (wymarły na obszarze Polski). Objęty ochroną ścisłą.